# Shamrock Shake
Shamrock Shake là một loại sữa lắc với hương vị bạc hà được bán ra tại một số nhà hàng McDonald's ở Hoa Kỳ, Canada và Cộng hòa Ireland vào tháng 3, nhân dịp kỷ niệm Ngày thánh Patriciô.